# Dorea
Dorea es un género de bacterias grampositivas de la familia Lachnospiraceae. Fue descrito en el año 2002. Su etimología hace referencia al microbiólogo francés Joel Doré. Anteriormente formaba parte del género Eubacterium. Son bacterias anaerobias estrictas e inmóviles. Catalasa y oxidasa negativas. Forman parte de la microbiota intestinal humana. 